# César Carignano
César Andrés Carignano (né le 28 septembre 1982 à Freyre en Argentine) est un joueur de football international argentin qui évoluait au poste d'attaquant.

## Biographie

### Carrière en club
César Carignano évolue en Argentine, en Suisse, au Mexique, et au Chili.
Il inscrit 21 buts en deuxième division argentine lors de la saison 2010-2011, ce qui fait de lui le meilleur buteur du championnat.
Il joue près de 300 matchs dans les championnats argentins de première et deuxième division. Au sein des compétitions continentales, il dispute deux matchs en Ligue des champions, sept en Coupe de l'UEFA (deux buts), et huit en Copa Sudamericana (quatre buts).

### Carrière en sélection
César Carignano reçoit trois sélections en équipe d'Argentine lors de l'année 2003.
Il joue son premier match en équipe nationale le 31 janvier 2003, contre le Honduras (victoire 1-3). Il dispute son deuxième match le 4 février 2003, contre le Mexique (victoire 0-1). Son dernier match a lieu le 28 février 2003, contre les États-Unis (victoire 0-1).

## Palmarès
| FC Bâle - Championnat de Suisse (1) : - Champion : 2004-05. |  | Atlético Rafaela - Championnat d'Argentine D2 (1) : - Champion : 2010-11. - Meilleur buteur : 2010-11 (21 buts). |  | Universidad Católica - Coupe du Chili (1) : - Vainqueur : 2011. |